# Città dello Sri Lanka
Lista di città dello Sri Lanka, nazione dell'Asia:

## A
- Ambalangoda
- Ampara
- Anurādhapura
- Avissawella

## B
- Badulla
- Balangoda
- Bandarawela
- Batticaloa
- Beruwala

## C
- Chavakacheri
- Chilaw
- Colombo

## D
- Dambulla
- Dehiwala-Mount Lavinia

## E
- Embilipitiya
- Eravur

## G
- Galle
- Gampaha
- Gampola

## H
- Hambantota
- Haputale
- Harispattuwa
- Hatton
- Horana

## J
- Ja-Ela
- Jaffna

## K
- Kadugannawa
- Kalmunai
- Kalutara
- Kandy
- Kattankudy
- Katunayake
- Kegalle
- Kelaniya
- Kolonnawa
- Kuliyapitiya
- Kurunegala

## M
- Mannar
- Matale
- Matara
- Minuwangoda
- Monaragala
- Moratuwa

## N
- Nawalapitiya
- Negombo
- Nuwara Eliya

## P
- Peliyagoda
- Point Pedro
- Puttalam
- passicuda

## R
- Ratnapura

## S
- Sigiriya
- Sri Jayawardenapura Kotte

## T
- Talawakele
- Tangalle
- Trincomalee

## V
- Valvettithurai
- Vavuniya

## W
- Wattala
- Wattegama
- Weligama